# Маслов, Андрей Тимофеевич
Андре́й Тимофе́евич Ма́слов (1770 — 7 февраля 1828) — российский командир эпохи наполеоновских войн, генерал-майор Русской императорской армии.

## Биография
Андрей Маслов родился в 1770 году; из дворян, отец — небогатый помещик.
Начал службу в гвардии в 1789 году и участвовал в русско-шведской войне. Произведенный в 1790 году в капитаны армии, Маслов с Муромским пехотным полком участвовал в войне с Польшей 1792—94 гг. и в Итальянском походе Суворова 1799 г., во время которого был контужен и ранен.
В 1805 году подполковник Маслов с отличием сражался при Пултуске (1806), при Янкове и Прейсиш-Эйлау (1807). В последнем сражении он со своим батальоном 2 раза ходил в штыки на врага, был ранен в голову и 13 апреля 1807 года бы награждён орденом Святого Георгия 4-го класса 
в воздаяние отличного мужества и храбрости, оказанных в сражении против французских войск 26 и 27 января при Прейсиш-Эйлау, где, командуя батальоном, два раза ходил в штыки на неприятеля и, опрокинув онаго, поражал с особенною храбростью и когда полковник Баумгартен был ранен, командуя полком, содержал оный в устройстве и был примером неустрашимости для своих подчиненных, причем ранен пулей в голову.
Под Гейльсбергом, в решительный момент боя Маслов, дав своим батальоном ружейный залп, бросился на французов в штыки, смял их, и за это дело, в котором он был ранен в ногу, был удостоен Ордена святого Владимира 4 степени с бантом.
8 сентября 1807 назначен командиром Муромского мушкетерского полка, 29 февраля 1808 — командиром Ревельского мушкетерского полка. Принял участие в русско-шведской войне 1808—1809 гг. За проявленное в битвах при Куопио, Улеаборге, Торнео, Шелефте, Умео, Севаре и Ратане мужество 26 ноября 1809 удостоился чина полковника. В 1811 г. сформировал Подольский мушкетерский полк и 17 января 1811 стал его шефом.
Будучи командиром 1-й бригады 21-й пехотной дивизии, в составе корпуса П.Х. Витгенштейна участвовал в 1812 году в боях при Экау, Чашниках и Смолянах. В последнем бою был ранен в грудь и вынужден был расстаться навсегда с ратными делами.
Награждённый за Чашники и Смоляны чином генерал-майора, Маслов до 1819 года командовал бригадою в 21-й пехотной дивизии, а с 1819 по 1821 год — сперва 21-й, а потом 7-й и 10-й дивизиями. В 1821 году он был отчислен по армии, а в 1823 г. — назначен комендантом города Смоленска.